# Fundacja Theatrum Gedanense
Fundacja Theatrum Gedanense – fundacja założona w 1990 w Gdańsku w celu wskrzeszenia tradycji teatru elżbietańskiego, z równoczesnym zamiarem ożywienia sceny artystycznej w Gdańsku poprzez utworzenie międzynarodowego miejskiego ośrodka wymiany kulturalnej. Fundacja organizuje sympozja naukowe, aukcje sztuki, wieczory literackie oraz parady i festyny uliczne. Theatrum Gedanense jest dwukrotnym współautorem Dni Kultury Narodów Europy (w latach 1995 i 1996 poświęcone kulturze szkockiej i litewskiej). W roku 1993 z inicjatywy fundacji zorganizowano po raz pierwszy Gdańskie Dni Szekspirowskie. Formuła Dni Szekspirowskich została w roku 1997 podczas obchodów millenium Gdańska przekształcona w międzynarodowy Festiwal Szekspirowski. Długodystansowym celem fundacji jest nadal podniesienie znaczenia kulturalnego Gdańska w basenie Bałtyku, z opcją przejęcia przewodnictwa kulturalnego regionu. 
Prezesem Fundacji był przez wiele lat prof. Jerzy Limon. Następnie funkcję tę pełnił Cezary Windorbski, wcześniej pełniący funkcję prezesa Fundacji Gdańskiej. Obecnie prezesem Fundacji Theatrum Gedanense jest Jacek Walczykowski.

## Osoby wspierające fundację
Fundacja przeprowadziła liczne działania promujące i zdobyła zainteresowanie i wsparcie wielu znanych osobistości z dziedzin kultury, gospodarki i polityki:
- Karol, książę Walii, patron fundacji
- Andrzej Wajda
- Peter Hall
- Stanisław Barańczak
- Günter Grass

W roku 2009 rozpoczyna się realizacja głównego celu Fundacji - budowa gdańskiego teatru elżbietańskiego. Władze Gdańska przekazały na ten cel teren, na którym w roku 1610 zbudowano Szkołę Fechtunku - pierwszy budynek teatralny Gdańska. Kosztu budowy wyniósł 95 milionów złotych. 14 września 2009 położono kamień węgielny. Budynek teatru o zewnętrznych ścianach z czarnej cegły mieści urządzenia, pozwalające na zmianę układu sceny i widowni: teatru elżbietańskiego, teatru z centralną sceną i czterema grupami widowni oraz konwencjonalną scenę pudełkową. Rozsuwany dach pozwala na odbywanie przedstawień pod otwartym niebem. Autorem projektu jest wenecki architekt Renato Rizzi. Teatr otwarto we wrześniu 2014 roku.